# Kamato Hongo
Kamato Kimura, vedova Hongo (本郷かまと?, Hongō Kamato; Isen, ... – Kagoshima, 31 ottobre 2003), è stata una supercentenaria giapponese, a lungo considerata la donna più longeva vivente.
Il Guinness dei Primati le attribuiva l'età di 116 anni e 45 giorni, ma alla luce di ricerche che suggerivano avesse meno anni, il caso fu rimosso dall'edizione del libro dei record nel 2012.

## Biografia
Circa la data di nascita di Kamato Hongo e sulla sua posizione cronologica i documenti sono discordi: nel suo Koseki shohon (un registro ufficiale, basato sul Koseki, che contiene informazioni sulla famiglia e si concentra su di uno specifico membro) è indicata come seconda femmina e quinta fra i figli, mentre secondo altri certificati avrebbe occupato la quarta posizione, tra la sorella Meto (nata nel febbraio 1887) ed il fratello Fukuyama (nato nel giugno 1890). Tuttavia, secondo il demografo Michel Poulain, Kamato Hongo non poté venire alla luce nel settembre del 1887, poiché questo avrebbe implicato per la madre due parti nell'arco di sette mesi, cosa altamente improbabile. Egli fissa dunque la nascita di Kamato Hongo al 1893, ponendola, d'accordo con alcuni documenti, al quinto posto fra i figli di Yoshimi Kimura e Utokane Nagaharusaimoto. Sul luogo non aleggiano invece dubbi di ogni sorta, in quanto documentato: si tratta della cittadina di Isen, nell'isola di Tokuno-Shima, dalla quale proveniva anche il celeberrimo Shigechiyo Izumi, il quale fu a lungo ritenuto la persona più anziana di sempre.
Nel 1909 e nel 1912 nacquero due figli, una femmina (Yoshi) ed un maschio (Takeyoshi), entrambi riconosciuti dalla madre e dal padre, nato nel 1893, dopo il loro matrimonio, che fu celebrato nel 1914. Due anni dopo venne alla luce la terza figlia, Oto, seguita da Genryou (1918), Shizue (1924), Taketada (1929) e Takejiro (1933). Più tardi, quando suo marito Hukuyu, produttore di zucchero di canna, morì a 70 anni nel 1964, Kamato, ormai vedova, si trasferì ad Osaka. Più che novantenne, nel 1983, si recò a vivere dalla figlia Shizue, a Kagoshima, nell'isola di Kyūshū, situata nel sud del Giappone, presso la quale stette sino alla morte.
Nel 1997 subì un intervento chirurgico all'anca a seguito di una frattura. La figlia attribuì la longevità della madre ad una vita semplice e "genuina"; Kamato Hongo consumava infatti cibi naturali, non trasformati e prevalentemente vegetali. Nei suoi ultimi anni, a seguito dell'operazione, passava più d'un giorno a dormire, rimanendo totalmente sveglia per le giornate successive, durante le quali ascoltava musica da un registratore. Dopo le celebrazioni del suo presunto 115º compleanno, l'amministrazione locale fece fissare uno striscione, segnalante che nella casa della figlia della supercentenaria abitava la "donna più vecchia del mondo". Nel marzo del 2002 Kamato Hongo fu infatti riconosciuta, a seguito della morte della 115enne Maud Farris-Luse, come la donna più anziana del mondo dal Guinness World Records. Tale certificato raggiunse, nella variante maschile, anche il 113enne Yukichi Chuganji, nato anch'egli nella Prefettura di Kagoshima.
A causa di una polmonite, la Hongo venne ricoverata l'8 ottobre in un ospedale di Kagoshima; con l'aggravarsi delle sue condizioni, venne più tardi trasferita in un'area d'urgenza. Qui, ormai irrimediabilmente debilitata, con appresso la figlia ed i discendenti viventi, si spense il 31 ottobre 2003, intorno alle ore 17:10. Alla reputata età di 116 anni e 45 giorni, la Hongo divenne la 3ª persona "più anziana" di nazionalità giapponese ad aver ottenuto il riconoscimento del Guinness dei Primati, dopo Shigechiyo Izumi (molto probabilmente di gran lunga più giovane) e Tane Ikai (la cui età non è stata finora messa in dubbio).

## Anomalie sull'età ed invalidazione
Benché l'età di Kamato Hongō fosse e sia sostenuta da numerosi documenti governativi, tra cui il registro delle nascite familiari, le numerose incongruenze contenute all'interno di esse fecero immediatamente sospettare che nel caso vi fossero alcune anomalie. Specificatamente, la donna era inserita in alcuni registri alla quarta posizione tra i figli di Yoshimi Kimura e Utokane Nagaharusaimoto, dopo una sorella maggiore, Meto, nata il 9 febbraio 1887, e prima di Fukuyama (o Fukusen), ultimo maschio, venuto alla luce il 26 giugno 1890; tuttavia, in altri registri viene indicata come quinta figlia, nata dunque dopo il 1890. La possibilità che Kamato Hongo avesse effettivamente alcuni anni in meno rispetto a quelli dichiarati è sostenuta anche dall'improbabilità della sua data di nascita, che la famiglia posizionava all'8 aprile 1887, due mesi dopo la sorella maggiore. Anche quella che le attribuì il Guinness è definita da Poulain come difficile, in quanto, se reale, Kamato sarebbe venuta al mondo appena 7 mesi dopo Meto. Benché alcuni documenti suggeriscano potesse essere nata nei primi mesi del 1886, oggi le si attribuisce un'età che spazia dai 112 ai 110 anni, non privandola dello status di supercentenaria. A seguito dell'emersione di questi dati, il Guinness dei Primati annunciò di aver disconosciuto l'età di Kamato Hongō.